# Doktryna grubej pałki
Doktryna grubej pałki (ang. big stick ideology, big stick policy) – doktryna w polityce Stanów Zjednoczonych, której autorem był prezydent Theodore Roosevelt. 
Pierwszy raz przedstawiona 2 kwietnia 1903 roku podczas przemówienia Roosevelta. 6 grudnia 1904 roku nabrała ostatecznego kształtu.

## Dyplomacja USA do czasu sformułowania doktryny grubej pałki
Od 1823 USA w sprawach między mocarstwami europejskimi a półkulą zachodnią kierowały się zasadami sformułowanymi w Doktrynie Monroego. Doktryna ta była rozwinięciem amerykańskiego izolacjonizmu i lansowała hasło „Ameryka dla Amerykanów”. W 5 punktach tej doktryny sformułowano, iż kontynent amerykański nie może i nie będzie podlegać dalszej kolonizacji ze strony Europy, a Stany Zjednoczone nie ingerują i nie będą ingerowały w sprawy Europy.

## Tło historyczne sprzed sformułowaniem doktryny grubej pałki
Przykładem polityki grubej pałki była interwencja Stanów Zjednoczonych w Wenezueli. W początkach XX w. doszło do napięć między Wenezuelą a mocarstwami europejskimi, głównie Niemcami, Anglią i Włochami. Państwa te zażądały, aby rząd wenezuelski zrekompensował straty jakie państwa te ponosiły w czasie zajść, jakie miały miejsce na terenie Wenezueli. Państwa europejskie groziły interwencją i zaczęły pokojową blokadę Wenezueli, żądając spłaty długów. Rząd Stanów Zjednoczonych popierał żądania finansowe państw europejskich, ale nie mógł obojętnie patrzeć na przygotowania zwłaszcza Niemiec do interwencji zbrojnej w Ameryce Łacińskiej. W 1903 roku Niemcy zbombardowali Fort San Carlos. W USA zaczęto antyniemiecką propagandę. Żądano, aby admirał George Dewey ukarał flotę niemiecką. Anglicy obawiający się interwencji USA oddali sprawę do arbitrażu.

## Doktryna grubej pałki
W takiej to sytuacji prezydent Roosevelt uznał za konieczne znalezienie takiego rozwiązania, które uniemożliwiłoby państwom europejskim zorganizowanie interwencji zbrojnej w Ameryce Łacińskiej. 2 kwietnia 1903 roku w Chicago Roosevelt powiedział „przemawiaj łagodnie i szykuj pałkę” (Speak softly and carry a big stick). W maju 1904 w liście do sekretarza wojny Elihu Roota sformułował doktrynę, którą powtórzył w identycznym sformułowaniu w dorocznym orędziu prezydenckim 6 grudnia 1904 roku. Tekst ten brzmiał następująco: 
„(...) Każdy kraj, którego naród dobrze się prowadzi, może liczyć na naszą serdeczną przyjaźń. Jeśli kraj okazuje iż wie, jak należy działać skutecznie, z zachowaniem zasad w sprawach społecznych i politycznych, jeśli zachowuje ład i spłaca swoje zobowiązania, nie potrzebuje obawiać się interwencji ze strony Stanów Zjednoczonych. Systematyczna zła wola, nieudolność, która prowadzi do rozluźnienia więzów z cywilizowanym społeczeństwem, może w końcu wymagać interwencji ze strony Ameryki lub innego cywilizowanego narodu, i jeśli chodzi o zachodnią półkulę, może zmusić Stany Zjednoczone – zgodnie z doktryną Monroe – choć niechętnie, w jaskrawych przypadkach złej woli i nieudolności, do działania w charakterze międzynarodowej siły policyjnej”. Uznano to za Rooseveltowskie uzupełnienie do doktryny Monroego. W takiej to formie Stany Zjednoczone legalizowały interwencję zbrojną i mianowały siebie żandarmem z grubą pałką na półkuli zachodniej. W ten też sposób chroniły nie tylko swoje, ale i interesy mocarstw, aby odsunąć ich interwencje i chęć usadowienia się w Ameryce. Doktryna ta była przykładem neokolonializmu USA. Często wykorzystywaną "pałką" przez Roosevelta była flota, która w tym czasie z 5 miejsca w świecie aspirowała na co najmniej 2.

## Wykorzystanie
- 1905 – Dominikana znalazła się w podobnej sytuacji co Wenezuela. 20 stycznia 1905 roku USA wymusiły na Dominikanie prawo do zarządzania cłami i wydatkami Dominikany. 55% dochodu przypadło Dominikanie na spłatę długu. 7 grudnia 1905 roku USA gwarantowały już integralność terenów Dominikany.
- 1907-1908 – Roosevelt poprzez flotę wywarł na Japonii podpisanie Traktatu Root – Takahira, gdzie oba kraje zobowiązały się respektować stan posiadania na Pacyfiku
- 1916-1924 – Okupacja Dominikany
- 1912-1925 – USA poparły konserwatywny przewrót w i dokonały interwencji wojsk w Nikaragui, pozostawiając tam swoje oddziały
- 1915-1934 – Okupacja Haiti